# Gonadă
Gonadele sau glandele sexuale este un termen generic ce desemnează glande mixte specializate în producerea gameților (celulele sexuale) și a hormonilor sexuali. La femele, gonadele sunt reprezentate de ovare, care sintetizează ovule, iar la masculi - testicul - producătoare de spermatozoizi.